# Muhammad Ali (zapaśnik)
Muhammad Ali (ur. 2 sierpnia 1976) – pakistański zapaśnik walczący głównie w stylu wolnym. Zajął siódme miejsce na igrzyskach azjatyckich w 1998; dziewiąte w 2002 i piętnaste w 2010. Dziesiąty w mistrzostwach Azji w 1999 i jedenasty w 2000. Mistrz Igrzysk Azji Południowej w 2004 i 2006 i 2010. Czwarty i piąty na igrzyskach wspólnoty narodów w 2010 i siódmy w 2002. Trzeci na mistrzostwach Wspólnoty Narodów w 2007 i 2009 i w Pucharze Oceanii w 1997. Wicemistrz plażowych igrzysk Azjatyckich w 2008 roku.
Jest bratem zapaśników: Muhammada Umara i Muhammada Salmana.